# Bâtiment situé 69 rue ''Svetozara Markovića'' à Kragujevac
Le bâtiment situé 69 rue Svetozara Markovića à Kragujevac (en serbe cyrillique : Зграда у Улици Светозара Марковића бр. 69 у Крагујевцу ; en serbe latin : Zgrada u Ulici Svetozara Markovića br. 69 u Kragujevcu) se trouve à Kragujevac, dans le district de Šumadija, en Serbie. Il est inscrit sur la liste des monuments culturels protégés de la République de Serbie (identifiant no SK 1490).

## Présentation
Constitué de plusieurs étages, le bâtiment possède deux ailes réparties de manière symétrique. Caractéristique du style éclectique, il a été construit en briques et en béton armé juste après la Première Guerre mondiale.
À l'origine, il était connu sous le nom de « maison de la miséricorde » (en serbe : Dom milosrđa parce qu'il servait d'internat aux étudiants et aux cadets de Macédoine. Il abrite aujourd'hui la Faculté de médecine de l'université de Kragujevac.